# 编解 (铁路)
编解（shunting或switching）是把铁路车辆编组成列车或者其逆操作，把列车解体为不同的车辆序列存入相应的调车线。 例如，可以称一个编组站每昼夜编解车辆达3.6万辆。

## 调车机车

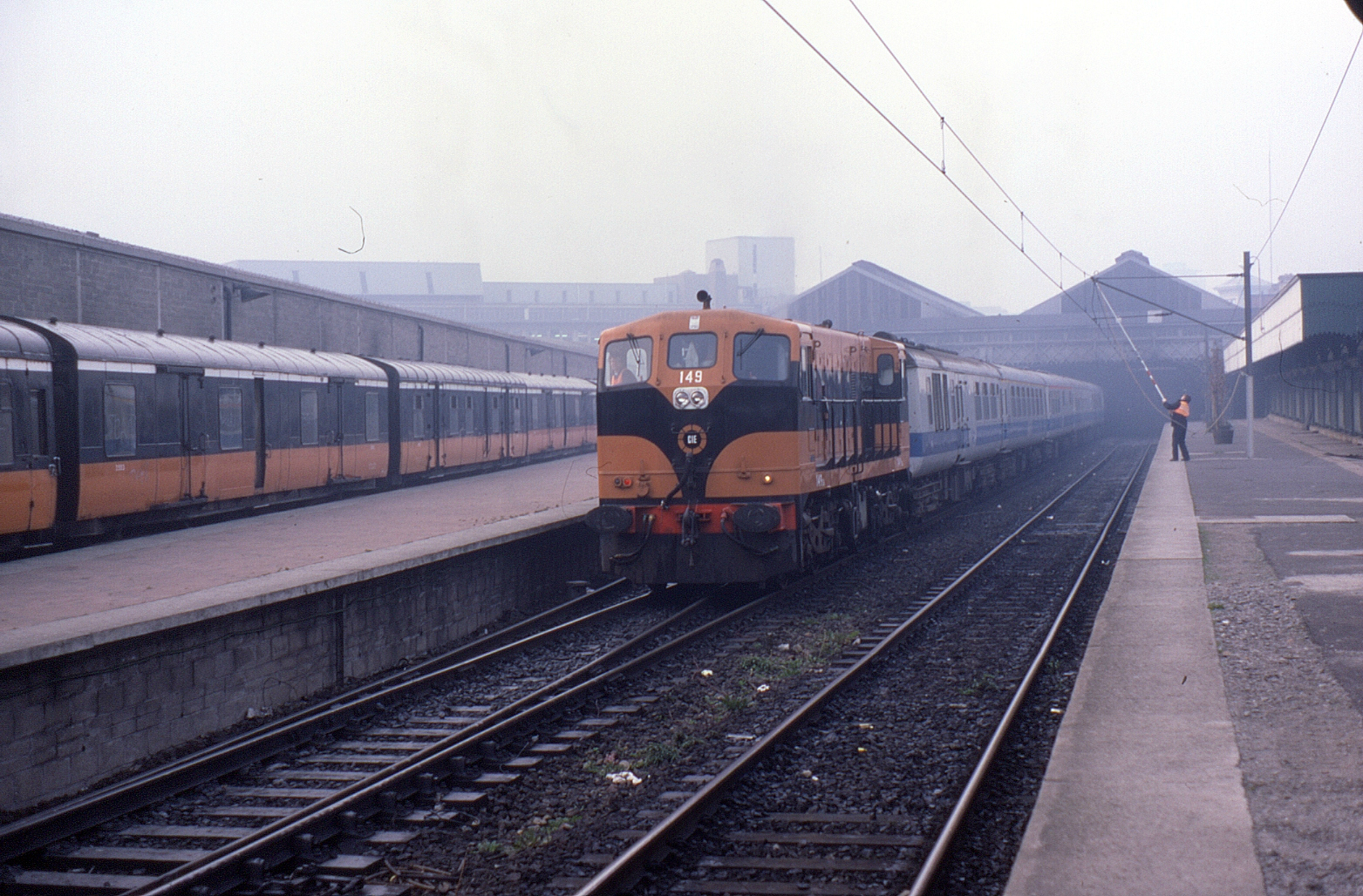
1985年，一台爱尔兰交通系统141型内燃机车（英语：CIE 141 Class）编解奋进号列车的车厢使得071型内燃机车（英语：CIE 071 Class/NIR Class 111）能够牵引列车从都柏林康諾利車站驶往贝尔法斯特蘭尼恩廣場站
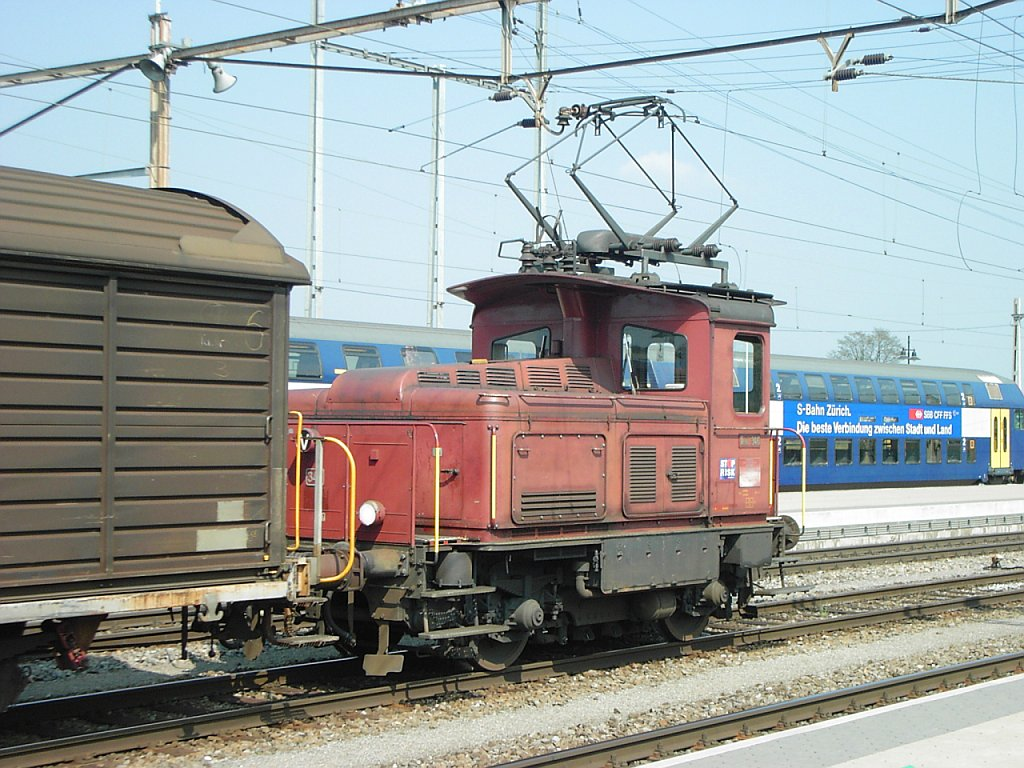
SBB的轻型双模式（电力与内燃机驱动）Tem 346调车机车
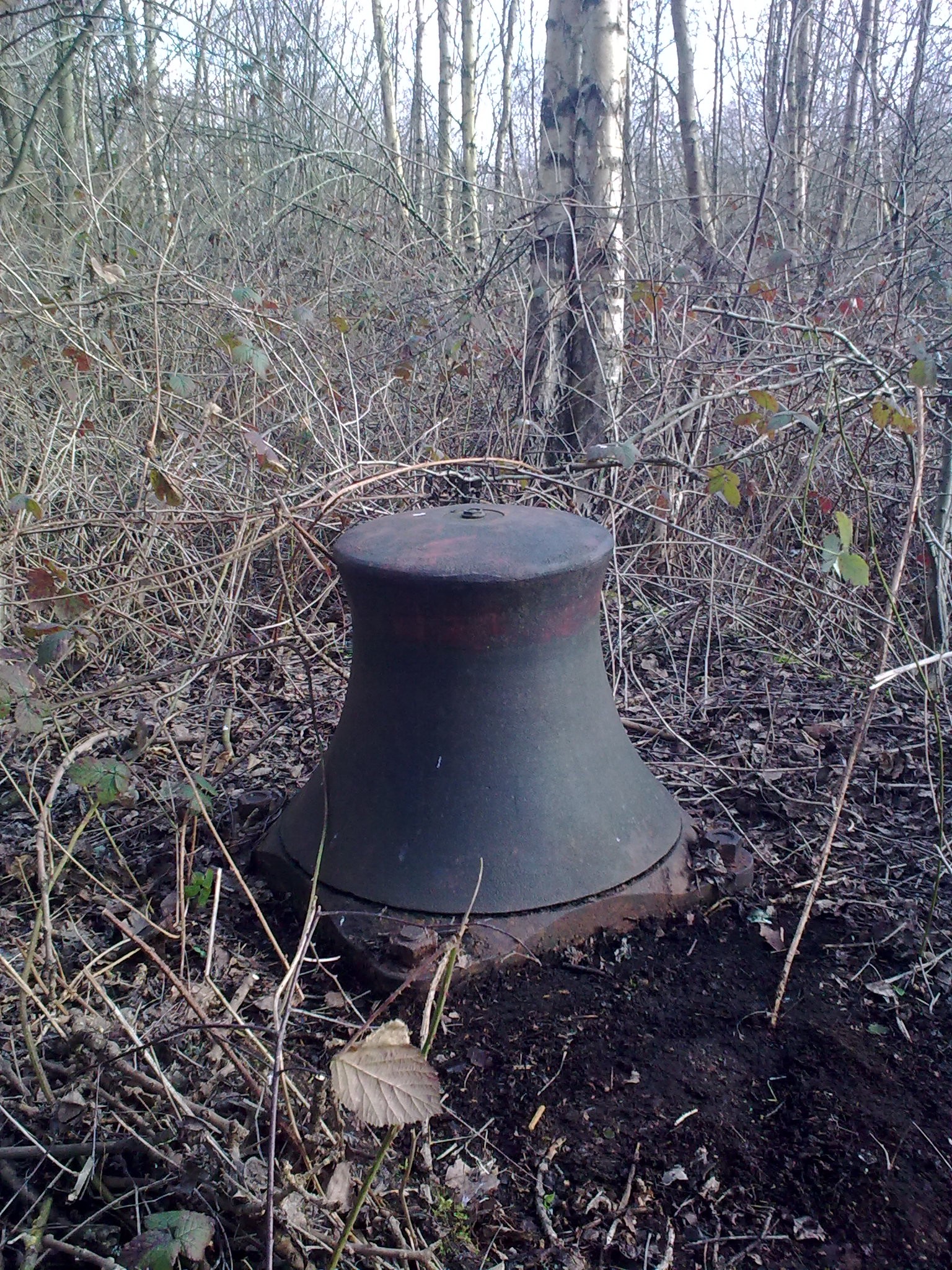
在赫尔河畔金斯顿至巴恩斯利铁路（英语：Hull and Barnsley Railway）的Springhead工厂南侧站线发现的调车绞盘
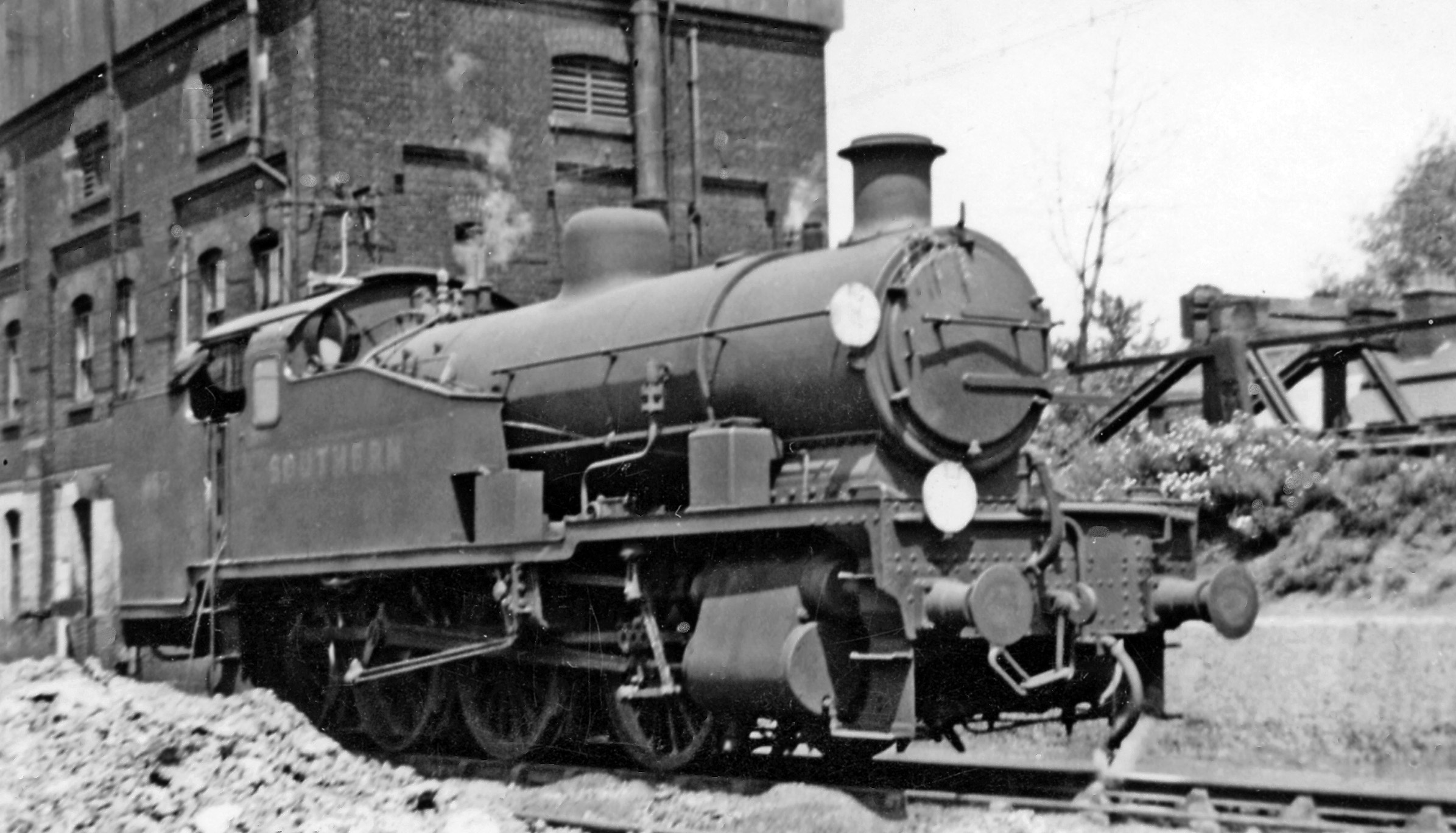
南方铁路Z型蒸汽机车（英语：SR Z class），英国的重型蒸汽调车机车

### 连接
编解列车取送车辆时，需要铁路职工（在中国称为“连接员”，英国称"shunter"，美国称"switcher"）在调车现场摘解车辆的风管、攀上被编解的车辆提开车钩，并做好防溜，完成车辆的连接（coupling）或解连（uncoupling）。是铁路最一线也是最高危的工种。制动员称为brakeman。